# Léré (Tchad)
Pour les articles homonymes, voir Léré.

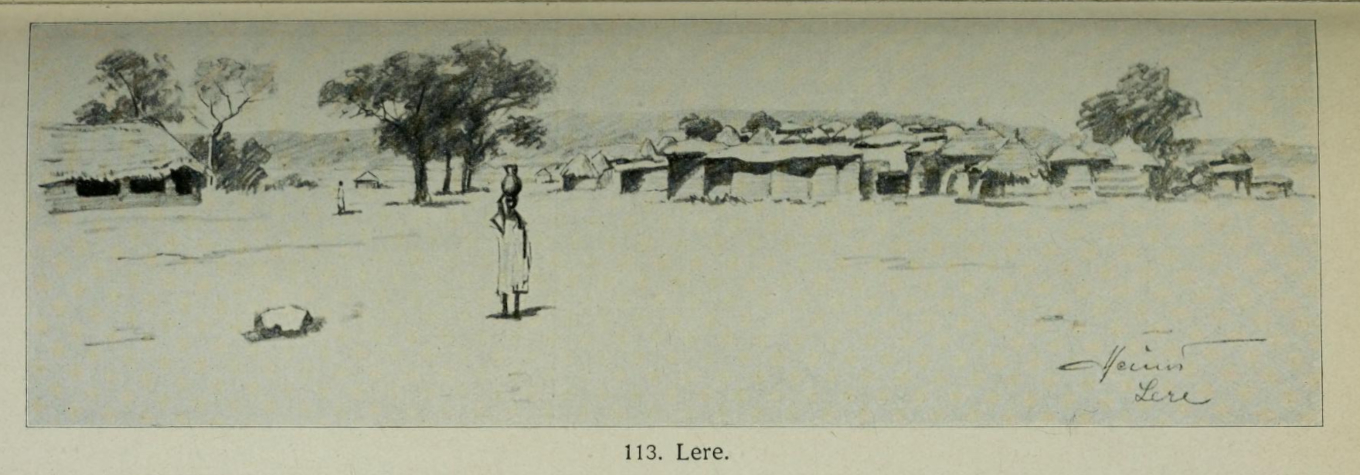
Vue de Léré en 1913.

Léré est la dix-neuvième ville du Tchad par le nombre d'habitants (12 600 au recensement de 1993). C'est aussi la capitale du royaume moundang et la résidence de son souverain le Gong.
Elle est le chef-lieu du département du Lac Léré.

## Géographie
La ville est située à 94 km à l'ouest du chef-lieu de région Pala, sur la rive droite du Mayo Kébi à proximité du Lac Léré.

## Histoire
Limitrophe du Cameroun allemand, le poste colonial français de Léré est fondé en 1905. En 1910, l'administration coloniale française instaure la localité en chef-lieu de la circonscription du Mayo-Kebbi. Le 4 novembre 1911, elle est cédée au Kamerun allemand, et fait alors partie de la région du Neukamerun. Revenue sous contrôle français après la Première Guerre mondiale, la réforme administrative de 1935 fait de la localité un chef-lieu de subdivision du département du Logone rattaché à la région de l'Oubangui-Chari. En 1937, elle revient dans la colonie du Tchad comme chef-lieu d'une subdivision du département du Mayo-Kebbi. Elle devient chef-lieu de district en 1947. En 1960, la République du Tchad  indépendante la transforme en Sous-préfecture du Mayo-Kebbi. En 1999, elle est rattachée au département du Mayo-Dala. C'est en 2002 qu'elle devient chef-lieu du département du Lac Léré dans la région du Mayo-Kebbi Ouest.

## Économie
La localité est située à proximité de la réserve de faune de Binder Léré (RFBL) de 137 200 ha.

## Administration
Liste des maires :

## Transports
- Aérodrome de Léré

## Personnalités liées à la communauté
- Saleh Kebzabo, homme politique tchadien, né en 1947 à léré

Ousmane Zoutenet Payanfou,Gong de Léré.